# Cal Nicolau
Cal Nicolau és un monument protegit com a bé cultural d'interès local del municipi de Vinyols i els Arcs (Baix Camp).
Gran casa, amb un jardí amb una Capella.
L'edifici principal té una planta rectangular, que consta de baixos i entresòl, planta noble i golfes. La porta principal és d'arc rodó dovellat, i la façana està rematada per un ràfec de volada senzill. Obra de paredat amb reforços de maons, arrebossat. A l'interior de l'edifici, ben arranjat, hi destaca l'excel·lent biblioteca, decorada amb gust.
El bell jardí presenta una porta independent, d'arc rodó dovellat. El jardí, que fa cantonada entre el carrer de la font i el Raval, està separat d'ells per una tanca, que el protegia del barranc. A l'interior d'aquest, vora el Raval de Sant Joan, hi ha una capella de planta rectangular, arrebossada, amb porta d'arc rodó, ull i espadanya d'una campana, i coberta amb teulada de dos vessants.

## Història
Cal o Can Nicolau, també conegut per Casa de Donya Blanca, fou edificada a principis del segle xviii sobre altres construccions més antigues propietat de la família Folc. Al segle xix passaren a ocupar-la, per extinció de l'anterior, membres d'una branca del llinatge Nicolau de Reus, encapçalada per Ramon de Nicolau i Ferrer, senyor de Saraís i batlle de Reus (on havia nascut el 1722), ciutadà honrat de Barcelona (1773), amb privilegi del rei Carles III de cavaller del Principat de Catalunya. Fou descendent seu el tinent general Carles de Nicolau i Iglésies (mort el 1903), que obtingué nombroses condecoracions, pare, al seu torn, del general Ricard Nicolau i de San Bartolomé.